# Чемпіонат світу з кросу 2024
Чемпіонат світу з кросу 2024 був проведений 30 березня у Белграді на трасі, прокладеній у Парку Дружби.
Первісно, чемпіонат мав бути проведений 10-11 лютого в хорватських містах Медулин і Пула. Хорватія отримала право на проведення світової кросової першості у липні 2022. Проте, 15 вересня 2023 було оголошено про те, що країна не зможе прийняти чемпіонат через брак прогресу у підготовці змагань.
Про Белград, як нове місто-господаря чемпіонату, було оголошено 27 вересня 2023.

## Чоловіки

### Дорослі
| Першість | Золото                                                                                          | Золото                   | Срібло                                                                                          | Срібло                | Бронза                                                                                       | Бронза                 |
| -------- | ----------------------------------------------------------------------------------------------- | ------------------------ | ----------------------------------------------------------------------------------------------- | --------------------- | -------------------------------------------------------------------------------------------- | ---------------------- |
| Особиста | Джейкоб Кіплімо Уганда                                                                          | 28.09                    | Беріху Арегаві Ефіопія                                                                          | 28.12                 | Бенсон Кіплангат Кенія                                                                       | 28.14                  |
| Командна | КеніяБенсон Кіплангат Ніколас Кіпкорір Самвел Масаї Сабастьян Саве Гідеон Роно Ішмаель Кіпкуруї | 19 очок3 4 5 7 (8) (DNF) | УгандаДжейкоб Кіплімо Джошуа Чептегеї Дан Кібет Хосея Кіплангат Мартін Кіпротіч Леонард Чемутаї | 311 6 11 13 (14) (18) | ЕфіопіяБеріху Арегаві Бокі Діріба Тадесе Ворку Чімдесса Дебеле Берехану Цегу Гетачеу Масреша | 402 10 12 16 (19) (26) |

### Юніори
| Першість | Золото                                                                     | Золото             | Срібло                                                                                    | Срібло              | Бронза                                                                 | Бронза             |
| -------- | -------------------------------------------------------------------------- | ------------------ | ----------------------------------------------------------------------------------------- | ------------------- | ---------------------------------------------------------------------- | ------------------ |
| Особиста | Самуель Кібаті Кенія                                                       | 22.40              | Мезгебу Сіме Ефіопія                                                                      | 22.41               | Метью Кіпруто Кенія                                                    | 22.46              |
| Командна | КеніяСамуель Кібаті Метью Кіпруто Йохана Ерот Чарльз Ротіч Шадрак Кіпкемеї | 15 очок1 3 5 6 (9) | ЕфіопіяМезгебу Сіме Їсмау Діллу Севмехон Антенех Дженберу Сісай Абдіса Фаїса Абель Бекеле | 212 4 7 8 (10) (13) | УгандаСімба Чероп Долфін Челімо Сайлас Ротіч Хосея Чемутаї Тітус Мусау | 5211 12 14 15 (18) |

## Жінки

### Дорослі
| Першість | Золото | Золото                      | Срібло                                                                                         | Срібло                 | Бронза                                                                                     | Бронза                |
| -------- | --- | --------------------------- | ---------------------------------------------------------------------------------------------- | ---------------------- | ------------------------------------------------------------------------------------------ | --------------------- |
| Особиста | Беатріс Чебет Кенія                                                                                        | 31.05                       | Ліліан Ренгерук Кенія                                                                          | 31.08                  | Маргарет Кіпкембої Кенія                                                                   | 31.09                 |
| Командна | КеніяБеатріс Чебет Ліліан Ренгерук Маргарет Кіпкембої Агнес Джебет Нгетіч Синтія Чепнгено Іммак'юлейт Акол | 11 очок1 2 3 5 (17) (DQ)[a] | ЕфіопіяБертукан Вельде Мебрат Гідей Таделех Бекеле Сісай Гола Гірмавіт Гебрзихаїр Бекелех Теку | 418 10 11 12 (21) (25) | УгандаСара Челангат Лойс Чеквемої Рейчел Чебет Аннет Челангат Джой Чептоєк Белінда Чемутаї | 446 9 13 16 (18) (19) |

a  Кенійка Іммак'юлейт Акол первісно посіла 4-е місце у забігу, проте у листопаді 2024 вона була дискваліфікована на 6 років за порушення антидопінгових правил, внаслідок чого вона була позбавлена здобутої медалі у Белграді, а її результат був анульований.

### Юніорки
| Першість | Золото                                                                         | Золото                 | Срібло                                                        | Срібло     | Бронза                                                                  | Бронза             |
| -------- | ------------------------------------------------------------------------------ | ---------------------- | ------------------------------------------------------------- | ---------- | ----------------------------------------------------------------------- | ------------------ |
| Особиста | Марта Алемайо Ефіопія                                                          | 19.28                  | Асаєх Аїчеу Ефіопія                                           | 19.32      | Робе Діда Ефіопія                                                       | 19.38              |
| Командна | ЕфіопіяМарта Алемайо Асаєх Аїчеу Робе Діда Єнава Нбрет Лемлем Нібрет Шито Гумі | 12 очок1 2 3 6 (8) (9) | КеніяШейла Джебет Діана Черотіч Дебора Чемутаї Мерсі Чепкемої | 284 5 7 12 | УгандаНовел Черуто Чаріті Чероп Кезія Чебет Вікі Чеквембої Ізелла Чебет | 4810 11 13 14 (27) |

## Змішана естафета
| Дистанція     | Золото                                                                   | Золото | Срібло                                                    | Срібло | Бронза                                                            | Бронза |
| ------------- | ------------------------------------------------------------------------ | ------ | --------------------------------------------------------- | ------ | ----------------------------------------------------------------- | ------ |
| 4 кола × 2 км | КеніяРейнольд Черуйот Вірджинія Ньямбура К'юмбе Мунгуті П'юріті Чепкуруї | 22.15  | ЕфіопіяТареса Толоса Дахді Дубе Адехена Касає Біррі Абера | 22.43  | Велика БританіяТомас Кін Александра Міллард Адам Фогг Бетан Морлі | 23.00  |

## Медальний залік
| Місце              | Країна             | Золото | Срібло | Бронза | Загалом |
| ------------------ | ------------------ | ------ | ------ | ------ | ------- |
| 1                  | Кенія              | 6      | 2      | 3      | 11      |
| 2                  | Ефіопія            | 2      | 6      | 2      | 10      |
| 3                  | Уганда             | 1      | 1      | 3      | 5       |
| 4                  | Велика Британія    | 0      | 0      | 1      | 1       |
| Загалом (4 збірні) | Загалом (4 збірні) | 9      | 9      | 9      | 27      |

## Українці на чемпіонаті
Українські кросмени участі в чемпіонаті не брали.